# Fonologia della lingua spagnola
Questa voce tratta della fonologia della lingua spagnola, vale a dire l'attuale fonologia e fonetica come pure i suoi sviluppi storici. Se non diversamente indicato, le affermazioni si riferiscono allo spagnolo castigliano, il dialetto standard usato nella Spagna dalla radio e dalla televisione (per ulteriori dettagli, vedi gli articoli sulla storia della lingua spagnola e dialetti spagnoli).
Lo spagnolo ha molti allofoni, perciò è qui importante distinguere i fonemi (scritti fra le barre oblique / /) e i corrispondenti allofoni (scritti fra parentesi quadre [ ]).

## Consonanti
|              | Labiale | Labiale | Dentale | Dentale | Alveolare | Palatale | Palatale | Velare | Velare |
| ------------ | ------- | ------- | ------- | ------- | --------- | -------- | -------- | ------ | ------ |
| Nasale       | m       | m       |         |         | n         | ɲ        | ɲ        |        |        |
| Occlusiva    | p       | b       | t       | d       |           | t͡ʃ       | ʝ        | k      | ɡ      |
| Fricativa    | f       | b       | (θ)     | d       | s         |          | ʝ        | x      | ɡ      |
| Vibrante     |         |         |         |         | r         |          |          |        |        |
| Monovibrante |         |         |         |         | ɾ         |          |          |        |        |
| Laterale     |         |         |         |         | l         | (ʎ)      | (ʎ)      |        |        |

Le consonanti tra parentesi sono i fonemi dello spagnolo standard in Spagna, ma assenti in molti dialetti, specialmente quelli dell'America Latina.